# Spider-Man: No Way Home
Spider-Man: No Way Home är en amerikansk superhjältefilm från 2021 och är baserad på Marvel Comics karaktär Spider-Man. Filmen är producerad av Columbia Pictures och Marvel Studios, och distribueras av Sony Pictures Releasing. Den är en uppföljare till Spider-Man: Far From Home från 2019 och är den tjugosjunde filmen i Marvel Cinematic Universe (MCU). Filmen är regisserad av Jon Watts, med manus skrivet av Chris McKenna och Erik Sommers.
Filmen hade premiär i Sverige den 15 december 2021. Filmstaden släppte biobiljetterna den 1 december 2021, och redan under första dagen blev många av premiärdagens föreställningar i landet fullbokade. Flera biografers hemsidor världen över (exempelvis AMC Theatres hemsida) kraschade till och med på grund av den höga efterfrågan som fanns på biljetter. No Way Home fick därmed den näst högsta endagsbiljettförsäljningen någonsin hos AMC Theatres.
Under premiärdagen kunde de omtalade ryktena om Tobey Maguires och Andrew Garfields medverkan i filmen bekräftas. Dessa två män har också spelat rollen som Peter Parker och Spider-Man, men mellan 2002-2007 respektive 2012-2014. Deras återkomst blev mycket uppmärksammad och uppskattad efter att den hade nekats och hemlighållits av både skådespelarna och produktionsbolagen under en lång tid.
Med över 1,9 miljarder dollar i intäkter är Spider-Man: No Way Home den sjätte mest inkomstbringande filmen som någonsin gjorts. Den nominerades även till Oscarsgalan 2022 för bästa specialeffekter. Spider-Man: No Way Home slog även snabbt flera andra rekord. Bland annat blev filmen Sonys mest inkomstbringande film någonsin och även den mest inkomstbringande Spider-Man-filmen någonsin efter att ha passerat föregångaren Spider-Man: Far From Home på 1,13 miljarder dollar. Filmen blev även den enda filmen år 2021 att dra in mer än en miljard dollar, och också den första filmen att göra det sedan coronapandemins start. Denna milstolpe nåddes redan tio dagar efter premiären, och endast Avengers: Endgame har hittills lyckats nå miljardstolpen på kortare tid. Endgame släpptes dock 2019 och var alltså opåverkad av covid-19-pandemin. I Sverige såldes hela 141 000 biobiljetter till Spider-Man: No Way Home under premiärhelgen.
En uppföljare är under utveckling.

## Handling
För första gången i filmhistorien avslöjas Spider-Mans identitet, vilket gör att Peter Parkers superhjälteansvar hamnar i konflikt med hans vanliga liv och sätter de människor han bryr sig om mest i fara. När han tar hjälp av Doctor Strange för att återställa sin hemlighet, river trollformeln upp ett hål i deras värld vilket frigör de mäktigaste skurkarna genom tiderna som någonsin har kämpat mot en Spider-Man i något universum. Nu måste Peter övervinna sin största utmaning hittills, som inte bara för alltid kommer att förändra hans egen framtid, utan även multiversums framtid.

## Rollista (i urval)
| - Tom Holland – Peter Parker / Spider-Man - Zendaya – Michelle "MJ" Jones-Watson - Benedict Cumberbatch – Dr. Stephen Strange / Doctor Strange - Jacob Batalon – Ned Leeds - Jon Favreau – Happy Hogan - Marisa Tomei – May Parker - Jamie Foxx – Max Dillon / Electro - Willem Dafoe – Norman Osborn / Green Goblin - Alfred Molina – Dr. Otto Octavius / Doctor Octopus - Andrew Garfield – Alternativ Peter Parker / Spider-Man - Tobey Maguire – Alternativ Peter Parker / Spider-Man - Benedict Wong – Wong - Tony Revolori – Eugene "Flash" Thompson | - Angourie Rice – Betty Brant - Arian Moayed – Agent Cleary - Paula Newsome – MIT Assistant Vice Chancellor - Hannibal Buress – Coach Wilson - Martin Starr – Roger Harrington - J.B. Smoove – Julius Dell - Rhys Ifans – Dr. Curt Connors / Lizard - Thomas Haden Church – Flint Marko / Sandman - J.K. Simmons – J. Jonah Jameson - Charlie Cox – Matt Murdock (cameo) - Tom Hardy – Eddie Brock / Venom (cameo) - Mary Rivera – Neds mormor - Cristo Fernández – Bartender |

## Mottagande
Filmen fick positiva recensioner från såväl kritiker som fans, med beröm för skådespelarnas prestationer och kemi, manus, emotionell tyngd, actionsekvenser, film, regi och musik. En vecka efter världspremiär hade den ett snittbetyg på hela 9,1 av 10 på IMDb, baserat på över 200 000 recensioner. På Rotten Tomatoes har filmen fått ett godkänt betyg av 93% av de 430 kritiker som man valt att låta representera en allmän bild av vad recensenter anser om filmen. På hemsidan har även 98% av över 25 000 recensioner skrivna av en verifierad publik gett ett godkänt betyg, där snittbetyget ligger på 4,8 av 5.
Spider-Man: No Way Home nominerades bland annat i Oscarsgalan 2022 för bästa specialeffekter.

## Re-release
Den 2 september 2022 släpptes en förlängd version av filmen under titeln Spider-Man: No Way Home - The More Fun Stuff Version. Den visades på biografer i många länder världen över, däribland Sverige. Denna återutgivning av filmen var 11 minuter längre än originalet och innehöll både förlängda scener och scener som ursprungligen klipptes bort från originalet. Denna nypremiär fungerade som ett firande av 60 år med Spider-Man.